# Стильбит
Стильби́т (англ. Stilbite), иногда также стибли́т:325 — минерал, водный алюмосиликат натрия и кальция, из семейства цеолитов. Химический состав весьма изменчивый, выражается формулой NaCa4(Si27Al9)O72·28H2O. Является низкотемпературным минералом, который обычно встречается с другими минералами группы цеолитов и халцедона в порах, трещинах и пустотах пород вулканического происхождения.

## Этимология названия
Название происходит от греческого «stilbe» − «зеркало», «блеск» и обусловлено сильным стеклянным или перламутровым блеском минерала. Термин «stilbite» впервые был введён в 1796 году французским кристаллографом Р. Ж. Гаюи. В 1997 году по рекомендации Международной минералогической ассоциации к названию «стильбит» стали добавлять символ преобладающего катиона в его составе.
Стильбит-Na иногда можно встретить под устаревшим названием стиблит.:325

## Характеристика
Цвет белый, нежно-розовый, серый, кремовый или бесцветный. Может варьировать от жёлтого и светло-коричневого до тёмно-коричневого и оранжевато-красного. Образует таблитчатые или пластинчатые кристаллы. Весьма часто встречается в виде двойников и четверников с крестообразным сечением.
Минералы-спутники: кварц, эпидот, пренит, кальцит, халцедон, цеолиты, адуляр.

## Местонахождения

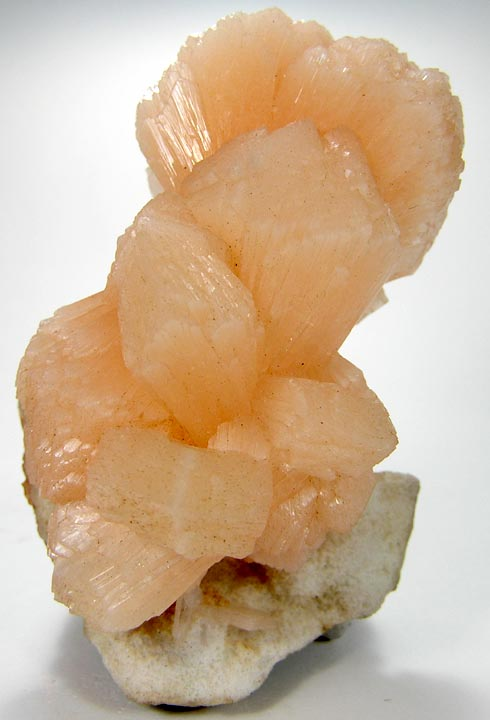
Стильбит (Индия)

Лучшие образцы стильбита добывают в Индии, в базальтовых карьерах из окрестностей Бомбея. В России стильбит встречается в Красноярском крае (Нидым, Амудиха и др.), известны его находки на Урале (Заплотный Камень и др.), в Забайкалье (Кличка), на Камчатке, в Якутии, Приморском крае. Встречается также в Крыму, например на Кара-Даге.

## Применение
Используют в промышленности как природный фильтр газов и жидкостей. Также используется для ограничения и ликвидации разливов нефти, благодаря своей способности притягивать и удерживать некоторые химические элементы, особенно кальций и магний. Также его используют для смягчения воды.